# Кармела Дечезаре
Кармела Даниела Дечезаре (родена 1 юли, 1982) e американски модел и кечистка от WWE, която става Мис Април 2003 и Плеймейт за 2004 на Плейбой. Тя е от италиански и пуерторикански произход. Омъжва се за куортърбека на Тампа Бей Бъканиърс Джеф Гарсиа на 21 април, 2007.
Дечезаре е родена в Ейвън Лейк, Охайо и живее в Манхатън Бийч, Калифорния. Дипломира се в университета на Ейвън Лейк през 2000 и по-късно работи в престижна компания в района на Кливланд. Тя участва в конкурса „Кой иска да бъде на корицата на Плейбой?“ и е избрана за финалистка в състезанието. Дечезаре започва да позира за Плейбой, през октомври 2002 става Кибер момиче на седмицата, през февруари 2003 Кибер момиче на месеца, преди да бъде избрана за Мис април 2003.